# Тирей II

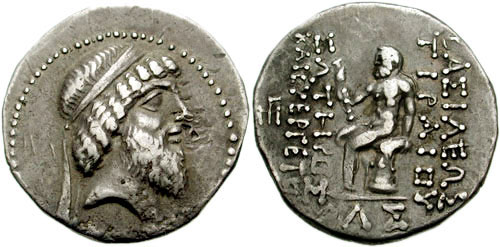
Монета с портретом Тирея II

Тирей II — царь Харакены, вассального государства парфян, правивший с 79/78 по 49/48 год до н. э. Его предшественником был Тирей I, а преемником — Артабаз.
Как и большинство царей Харакены, Тирей II известен практически только лишь из нумизматических источников. До нашего времени дошли отчеканенные в его правление серебряные и бронзовые монеты.
Согласно сообщению древнегреческого писателя Лукиана Самосатского Тирей II дожил до 92-летнего возраста. Отсюда делается вывод, что он родился около 141/140 года до н. э.
Его имя, возможно, имеет персидское происхождение, но его монеты указывает на то, что он был эллинизированным правителем. Тирей II был первым царем Харакены, который имел прозвище Сотер.